# Floriade (Nizozemí)

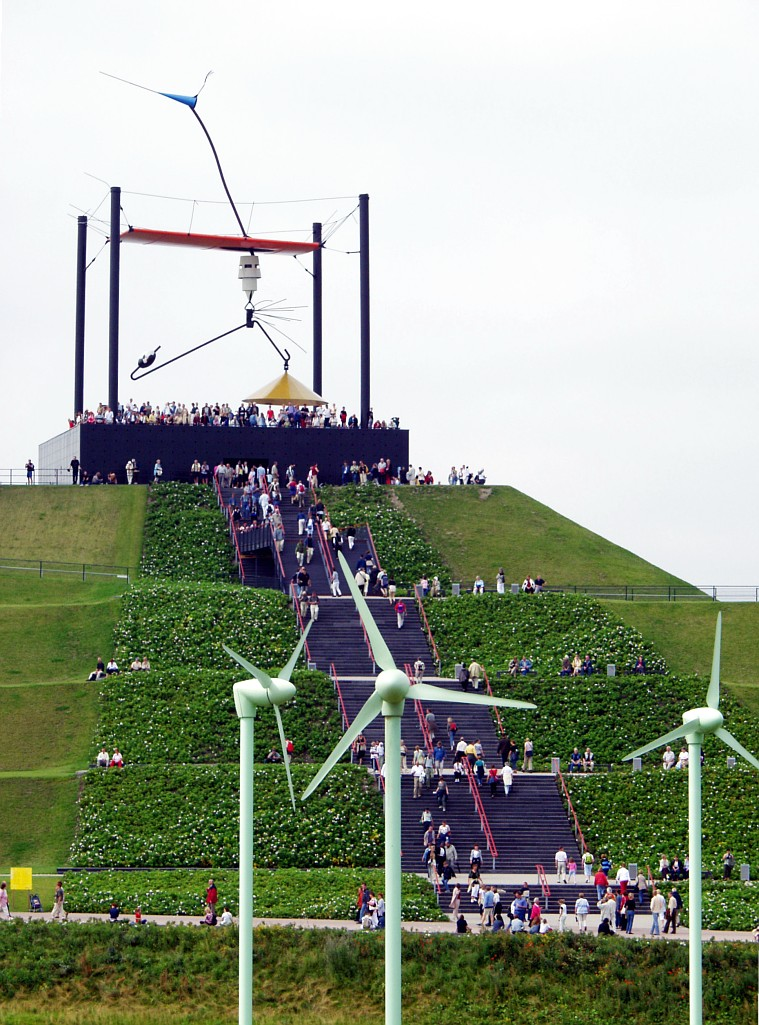
Návštěvníci na "Spotters Hill", Floriade 2002.

Floriade, také floriáda je výstavní akce květinářů, floristů a zahradníků pořádaná každých deset let v Nizozemí.
Všechny výstavy Floriade byly světovými zahradnickými výstavami, jsou uvedeny v kategorii A1 zahradnických výstav podle mezinárodní asociace zahradnických výrobců International Association of Horticultural Producers, a proto jsou uznávané předsednictvem mezinárodních výstav.
Umístění se liší a je udělováno městu po nabídkové fázi. Pořadatelská města:
- 1960 - Rotterdam (Het Park)
- 1972 - Amsterdam (Amstelpark)
- 1982 - Amsterdam (Gaasperplas)
- 1992 - Zoetermeer (Rokkeveen-západ)
- 2002 - Haarlemmermeer (Haarlemmermeerse Bos / De Groene Weelde)
- 2012 - Venlo
- 2022 - Almere [2]

## 1960 Rotterdam
První výstava Floriade proběhla v Rotterdamu v parku Het Park, kde byla vztyčena věž Euromast jako památka významné události. 

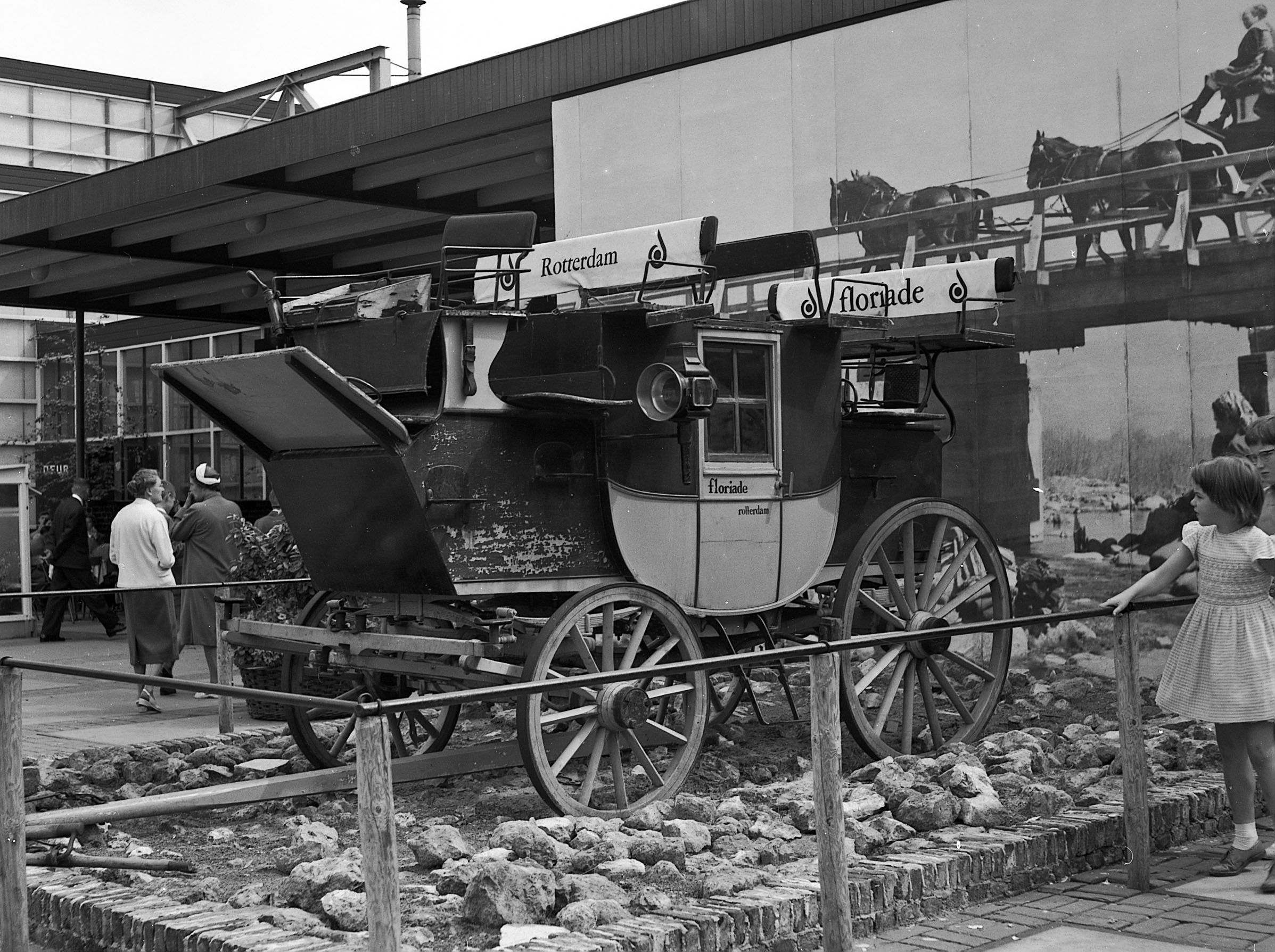
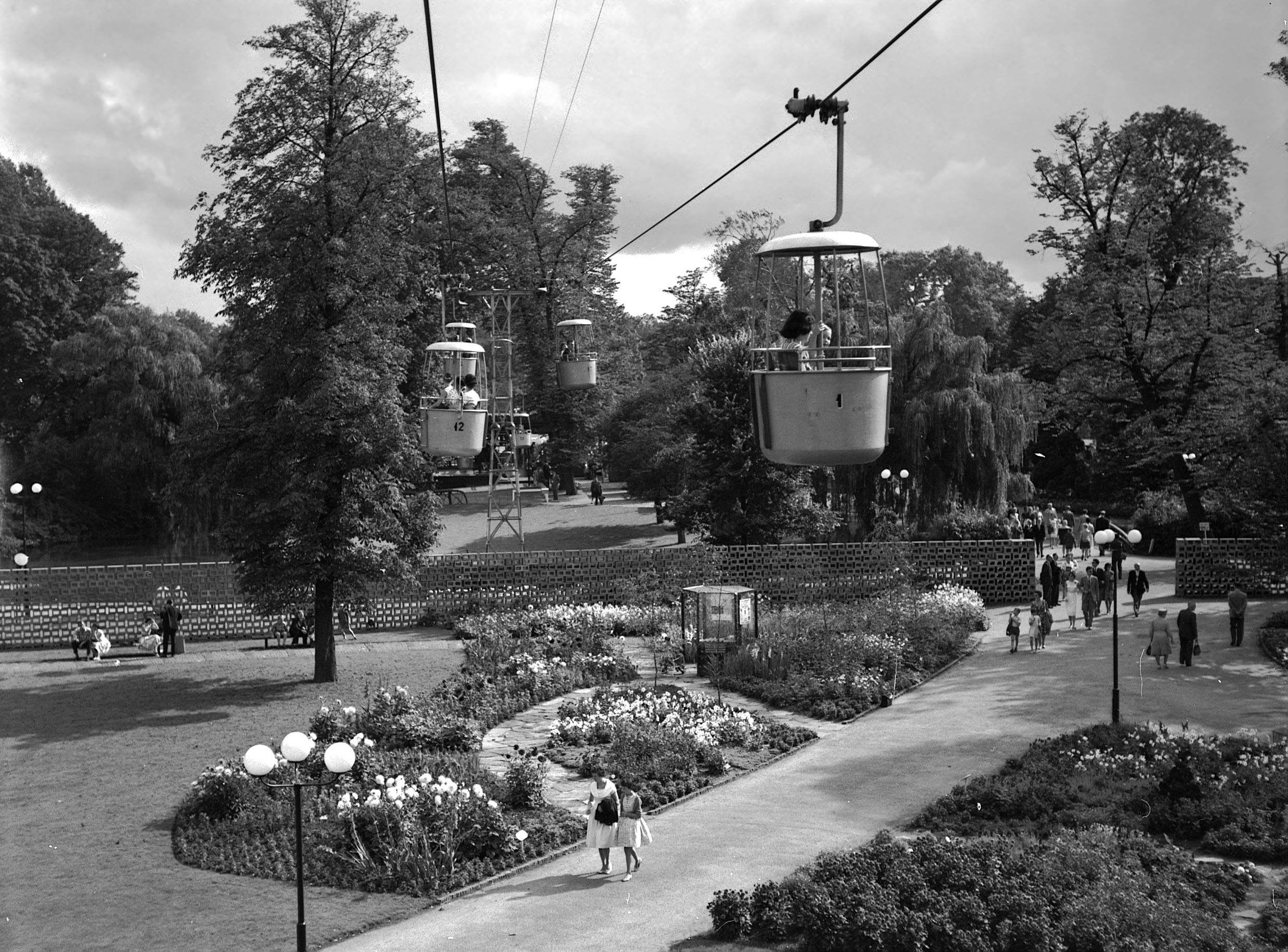
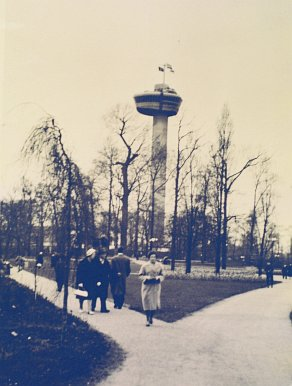
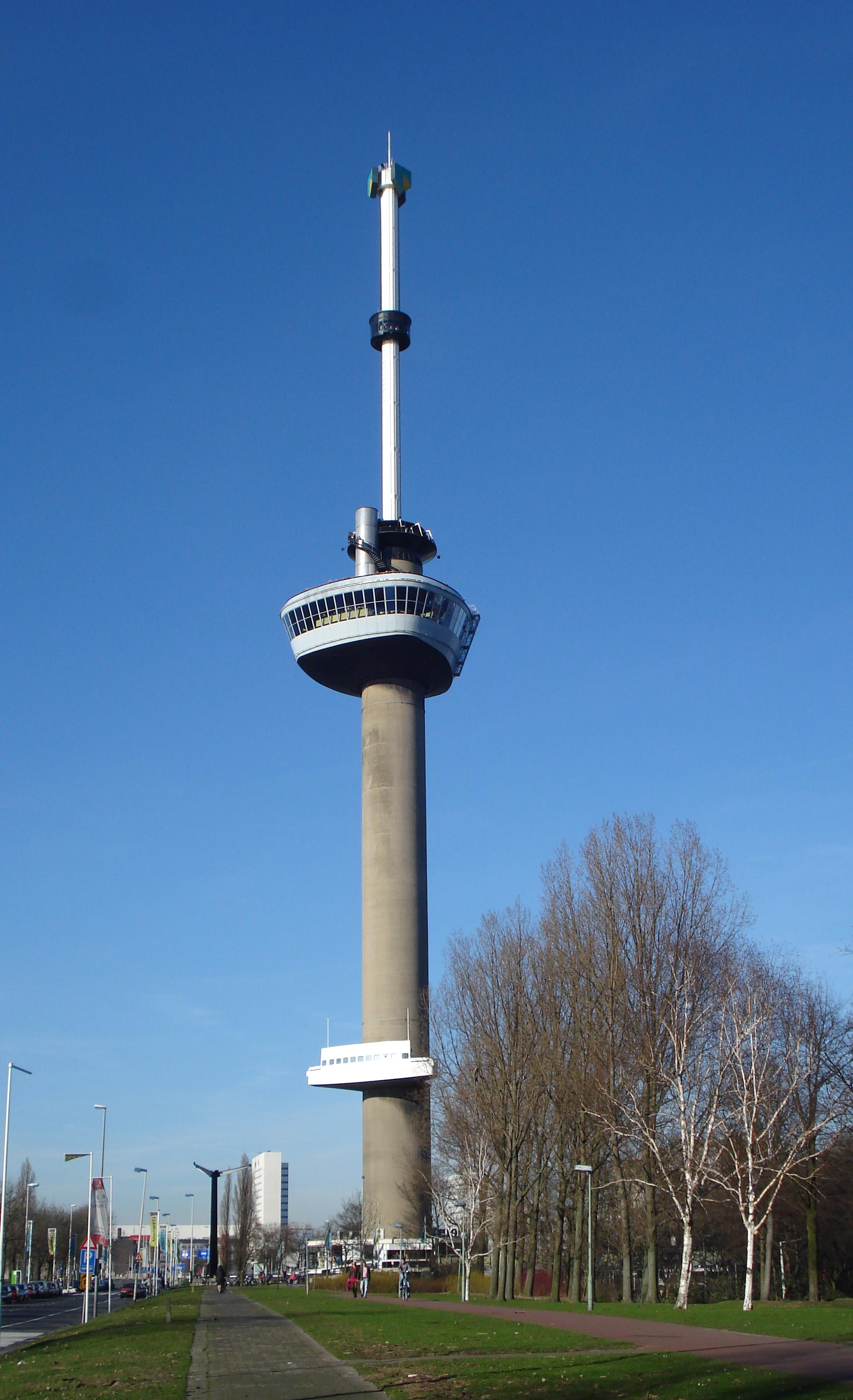
Euromast

## 1992 Zoetermeer
V roce 1992 se Floriade konala v Zoetermeeru a proběhla v době od 9. dubna do 10. října. Akce se konala na upravené pastvině vně Newtown Zoetermeer. Plocha byla o velikosti 168 akrů a přilákala účastníky z více než 20 zemí. 
Náklady na výstavu byly odhadnuty na 66 milionů liber šterlinků. V roce 2007 údržba parku použitého při výstavě stála 290 liber šterlinků za metr plochy z celkem 33 ha parku.

## 2002 Haarlemmermeer
V roce 2002 se Floriade konala v Haarlemmermeeru s tématem Příspěvek zahradnictví ke kvalitě života v 21. století. Výstava proběhla od 5. dubna do 20. října a plocha výstavy zahrnovala 65 hektarů. Výstavy se zúčastnili vystavovatelé ze 30 zemí.
Náklady na výstavu byly odhadnuty na 70 milionů liber šterlinků. V roce 2007 údržba parku použitého při výstavě stála 209 liber šterlinků za metr plochy z celkem 33 ha parku.

## 2012 Venlo Floriade
Pro rok 2012 pro výstavu Floriade byly jako kandidáti uvedeny města Enschede, Rotterdam a Tilburg v The Dutch Horticultural Association (NTR), ale pouze oblast Venlo odpověděla na nabídku.
Výstava ve Venlo na ploše 66 ha měla téma Buďte součástí divadla v přírodě, dostaňte se blíže ke kvalitě života.
Floriade 2012 byla první, která proběhla v jihovýchodní části země, všechny předchozí byly na západě země.
Floriade 2012 se zaměřila na pět tematických oblastí, .
- Environment - životní prostředí
- Green Engine - zelené motory
- Relax & Heal - odpočinek & Zdraví
- Education & Innovation -vzdělání a inovace
- World Show Stage - světová show

Venlo GreenPark má být dědictvím Floriade 2012. Po výstavě byl částečně rekonstruován na zelený business park.

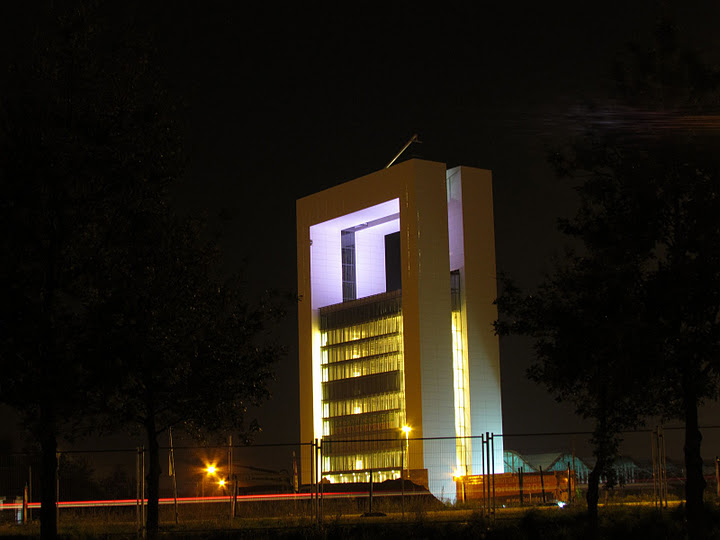
"Innovation Tower", Floriade- vstup
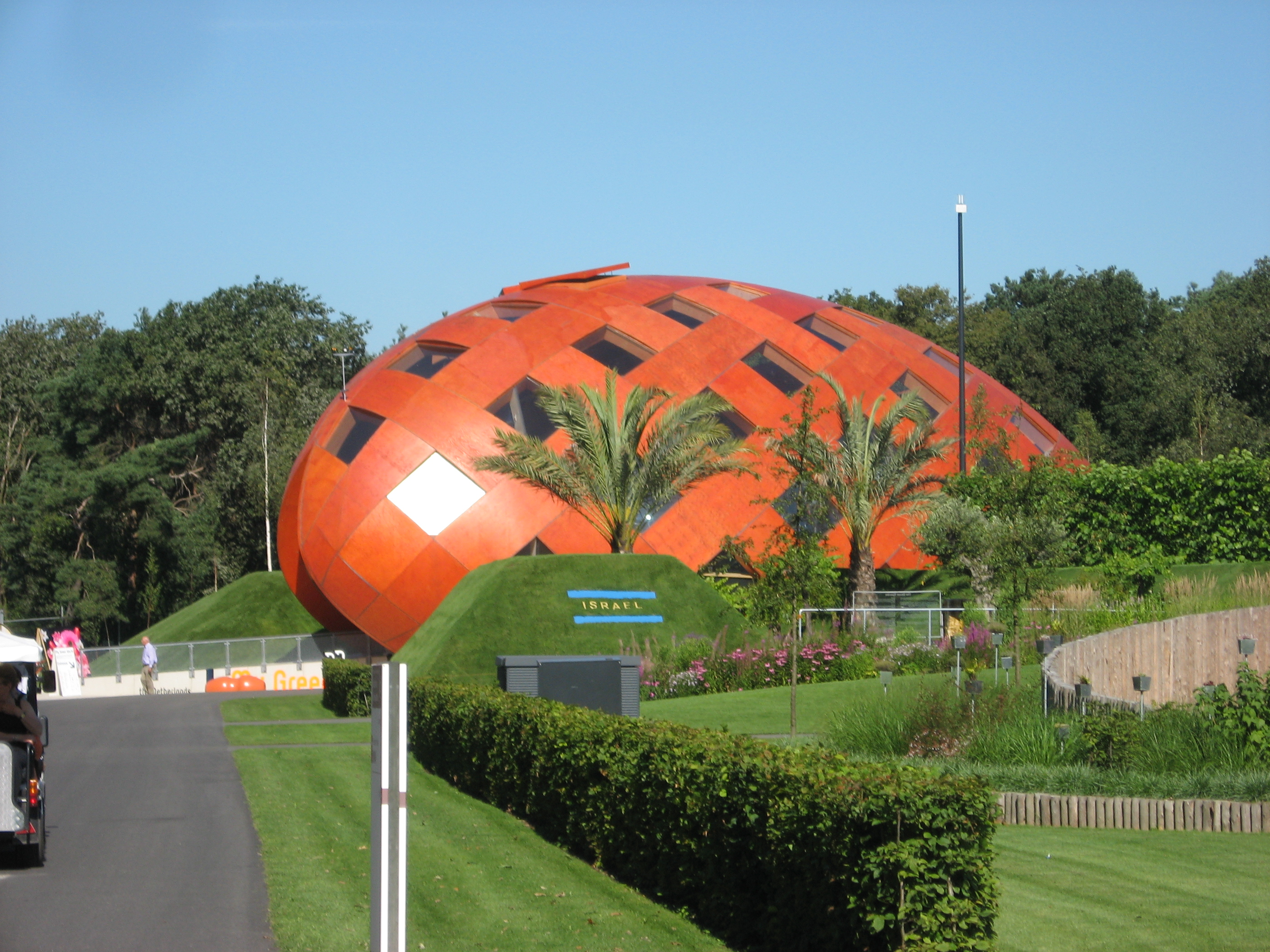
Nizozemský pavilon
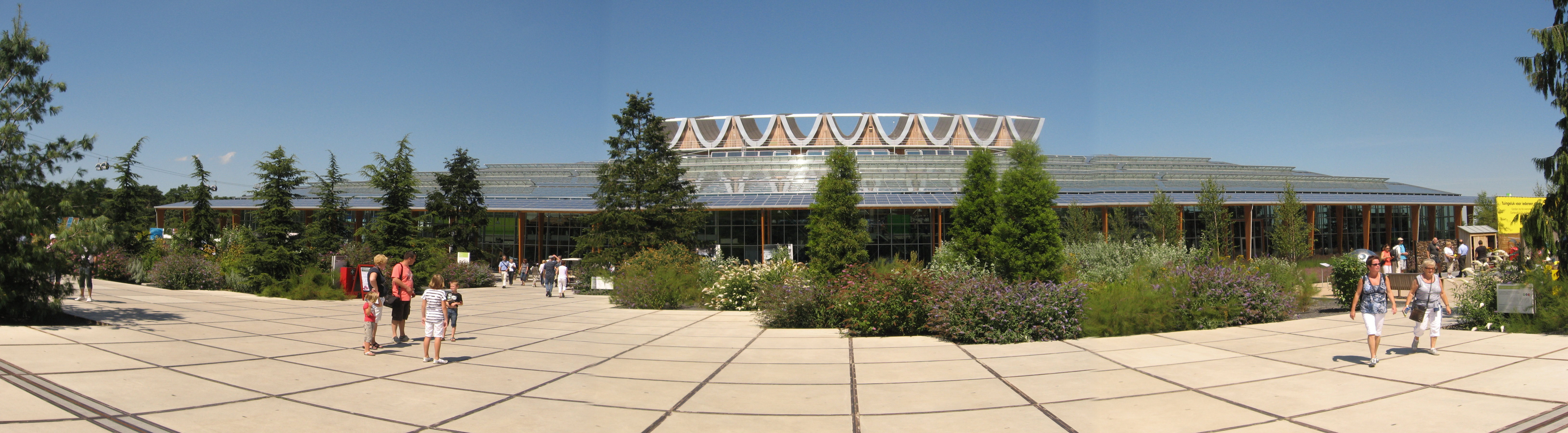
Villa Flora

## 2022 Almere
Floriade Expo 2022 se koná na unikátním místě – na umělém ostrově u města Almere nedaleko Amsterdamu. Tématem tohoto ročníku jsou Rostoucí zelená města.
České expozice se ujal spolek Cestami proměn, který každoročně v Česku organizuje výstavu Má vlast cestami proměn. Ten zastřešil českou účast ve spolupráci s osobnostmi oboru zahradní a krajinářské tvorby, umělců, pedagogů a dalších profesí. Téma české expozice nazvané ORBIS FUTURI (Svět budoucnosti) je česká krajina a odpověď na otázku, jaký bude svět v době klimatických změn.
Stavba české expozice byla zahájena 16. března 2022.